# Tityus adrianoi
Espèce
Tityus adrianoi est une espèce de scorpions de la famille des Buthidae.

## Distribution
Cette espèce est endémique du Minas Gerais au Brésil. Elle se rencontre dans la Serra do Cipó.

## Description
La femelle holotype mesure 55,1 mm.

## Étymologie
Cette espèce est nommée en l'honneur d'Adriano Monteiro de Castro Pimenta.

## Publication originale
- Lourenço, 2003 : « Description of a new species of Tityus (Scorpiones, Buthidae) from Serra do Cipo in the State of Minas Gerais, Brazil. » Revue Suisse de Zoologie, vol. 110, no 2, p. 427-435 (texte intégral).